# Bakszty Małe
Bakszty Małe (biał. Малыя Бакшты, ros. Малые Бакшты) – wieś na Białorusi, w obwodzie mińskim, w rejonie mołodeckim, w sielsowiecie Radoszkowice.

## Historia
W czasach zaborów dobra w gminie Radoszkowice, w powiecie wilejskim, w guberni wileńskiej Imperium Rosyjskiego. Własność dziedziczna rodziny Kowalewskich.
W tutejszym majątku urodziła się i spędziła życie polska pisarka i działaczka narodowa Zofia Kowalewska.
W latach 1921–1945 folwark a następnie majątek leżał w Polsce, w województwie wileńskim, w powiecie wilejskim, od 1927 roku w powiecie mołodeckim, w gminie Radoszkowice.
Według Powszechnego Spisu Ludności z 1921 roku zamieszkiwało tu 68 osób, 27 było wyznania rzymskokatolickiego a 41 prawosławnego. Jednocześnie 62 mieszkańców zadeklarowało polską a 6 białoruską przynależność narodową. Było tu 10 budynków mieszkalnych. W 1931 w 8 domach zamieszkiwało 111 osób.
Wierni należeli do parafii rzymskokatolickiej i prawosławnej w Radoszkowicach. Miejscowość podlegała pod Sąd Grodzki w Krasnem i Okręgowy w Wilnie; właściwy urząd pocztowy mieścił się w Radoszkowicach.
W latach międzywojennych znajdowały się tu kompania graniczna KOP „Bakszty Małe” i strażnica KOP „Bakszty Małe”.
W wyniku napaści ZSRR na Polskę we wrześniu 1939 miejscowość znalazła się pod okupacją sowiecką. 2 listopada została włączona do Białoruskiej SRR. Od czerwca 1941 roku pod okupacją niemiecką. W 1944 miejscowość została ponownie zajęta przez wojska sowieckie i włączona do Białoruskiej SRR.

## Przynależność państwowa i administracyjna
- 1919–1920 Polska, Zarząd Cywilny Ziem Wschodnich, okręg wileński
- 1920–1921 Rosyjska FSRR
- 1921–1945[b] Polska
  - województwo:
    - nowogródzkie (1921–1922)
    - Ziemia Wileńska (1922–1926)
    - wileńskie (od 1926)

  - powiat:
    - wilejski (1921–1927)
    - mołodecki (od 1927)
- 1945–1991 ZSRR, Białoruska SRR
- od 1991 Białoruś